# 白骑士
白骑士（White knight），又稱白衣骑士、白武士，在商業上是指向另一間公司提供協助的公司、私人公司或者個人，可以分為幾類。
一類的白骑士是向遭受第三方惡意收購的公司提出善意收購。白骑士進行收購的目的是為了阻止第三方以較差的條件或價錢收購目標公司的權益。白骑士可以提出更好的條件或價錢，以抬高收購價格，或擊退進行惡意收購的公司。
簡而言之，若目標公司“Q”正在遭受惡意公司“R”的收購，“白骑士”公司“P”向“Q”提出善意的收購。
另一類的白骑士，向一間垂死的公司提出收購，而該公司不一定是正在面臨惡意收購。該公司可能嚴重負債、甚至可能已經破產。在這個情況下，白骑士收購這間公司要承受很高的風險。收購後，白骑士會重組該公司，或與該公司合併。

## 例子
- 1986年：乔治·索罗斯的Harken Energy買入乔治·布什的Spectrum 7
- 1998年：康柏電腦與財政較弱的迪吉多合併。
- 2001年：Dynegy企圖與安隆公司合併，以掩飾安隆有限公司的龐大負債（最後合併失敗，因為安隆有限公司一直在詐騙的事實愈來愈明顯。）
- 2009年：台灣的中華開發金融控股公司以收購委託書等方式，試圖主導金鼎證券董事會以完成購併，但金鼎證券的原始大股東張平沼家族反對，在2009年股東會召開時，雙方各自宣稱自己的人馬已當選足額董監事，並各自指派董事長及總經理，造成金鼎證券經營權鬧雙胞。2010年6月，法院裁定由臨時管理人進駐金鼎證券暫時代理董事會職權，群益證券扮演白骑士於2011年合併金鼎證券，改名為群益金鼎證券，中華開發金控持有的金鼎證券股票在適當價格釋出。
- 2020年 : 台灣的大聯大公司在2020年2月6日收購文曄科技三成股權，由於兩間公司皆為台灣規模甚大的半導體通路商，且選在德州儀器將終止文曄代理的利空消息出現，文曄股價較低之時，此舉被視為併購手段。祥碩科技則扮演白衣騎士，在2月20日宣布與文曄換股結盟，以每1股祥碩，換得19股文曄的方式增資換股。雙方增資後，文曄將持有祥碩約 13.04% 股權，祥碩則持文曄約 22.39% 股權。大聯大持股則也被稀釋至23.26%。